# 大孟庄镇
大孟庄镇，是中华人民共和国天津市武清区下辖的一个乡镇级行政单位。

## 行政区划
大孟庄镇下辖以下地区：
霍屯村、大孟庄村、寺各庄村、小王庄村、大王庄村、蒙村店村、七相公庄村、昭阳寺村、大道张庄村、安子上村、三间房村、小押虎寨村、大押虎寨村、亭上村、刘庄村、张岗庄村、后幼庄村、前幼庄村、小孟庄村、杨店村和大程庄村。